# 北海道中央バス札幌東営業所

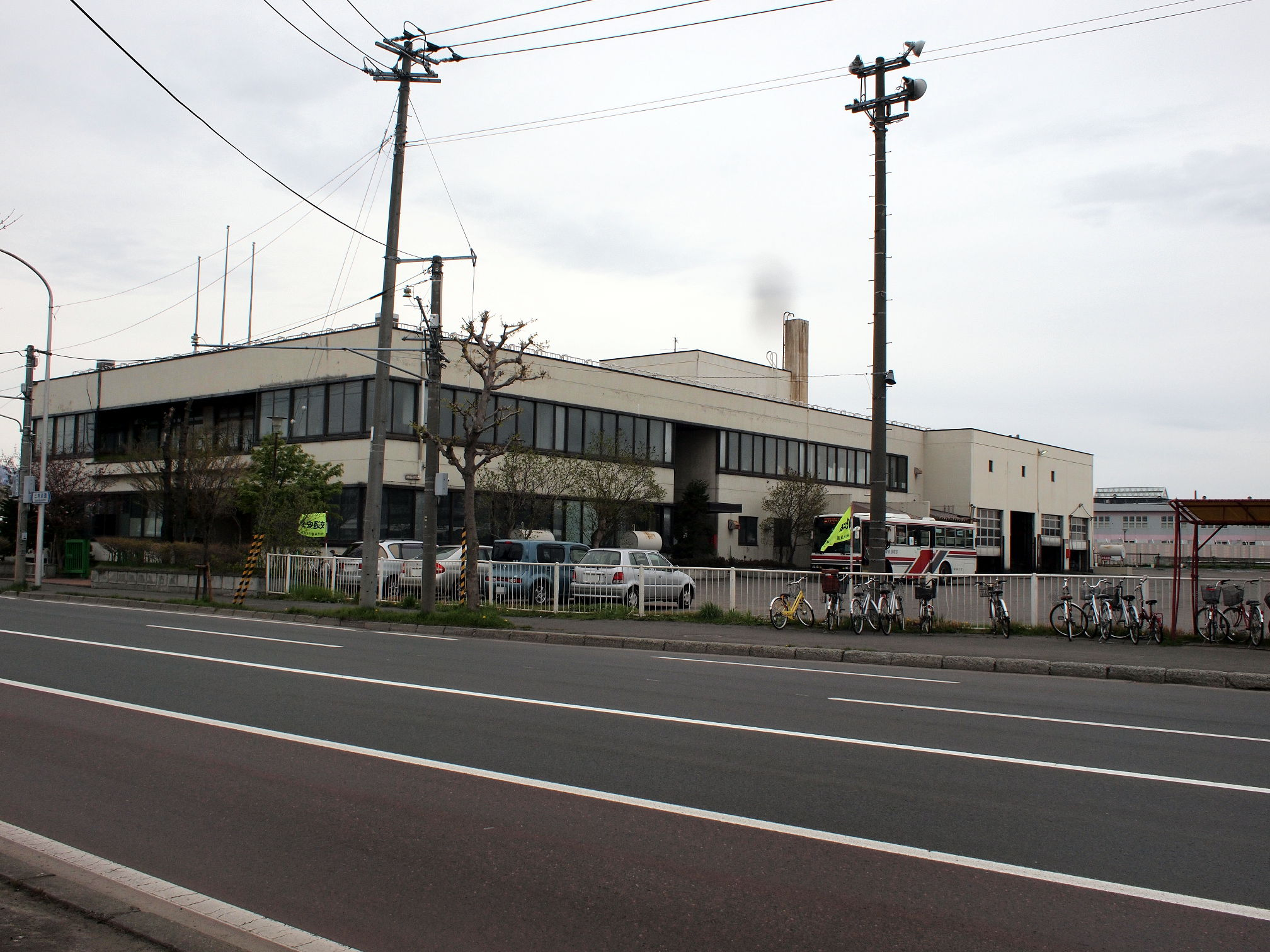
北海道中央バス 札幌東営業所

北海道中央バス札幌東営業所（ほっかいどうちゅうおうバスさっぽろひがしえいぎょうしょ）は、北海道中央バス（中央バス）が北海道札幌市東区東苗穂2条2丁目3-1に設置する、バス事業部（旧・札幌事業部）に属する営業所である。乗車券発売は定期乗車券の予約取次のみ行う。

## 歴史
札幌市営バスでは従来、東区内の営業所管轄は北光・白石両営業所管轄であった。札幌市営地下鉄東西線開業前は長距離路線を多く抱えており回送するときの効率が悪く、冬場などの荒天時などにはバス遅延のため、始発予定時刻を1時間以上も遅れて発車するなど定時運行には程遠い状態だった。地下鉄東西線開業の際に白石区（現厚別区も含む）内の路線再編成の際、東区内路線の改善策として札幌刑務所敷地の一部にバス営業所を設置、路線再編成が計画された。
なお、東営業所開設前は札苗線のみでバス停留所で「美住町」だったが、これは路線開設当初の停留所名が「刑務所裏」だったため、イメージ改善の一環で三角街道沿いの三角に美住の字を当ててバス停名にしたと言われている。
- 1977年（昭和52年）11月10日 - 札幌市営バス東営業所開設。北光・白石両営業所の東区運行路線を分立。
- 1998年（平成10年）4月1日 - 観光貸切事業廃止。
- 2004年（平成16年）4月1日 - 札幌市営バス東営業所とその路線を北海道中央バスへ移譲。

## 現行路線
都心・地下鉄各駅から東区東苗穂（東営業所）・豊畑方面が中心。下記の他、他営業所が主担当の路線を運行する場合や、下記路線を他営業所が運行する場合がある。
札幌市交通局（札幌市営地下鉄）との連絡運輸（乗継割引）は、太字（乗継指定）停留所・駅からバス乗車方向関わらず全区間、札幌都心での乗継にも適用される。乗継割引に関する概要は、北海道中央バス#運賃形態、札幌市営地下鉄#乗継割引を参照。
2024年（令和6年）12月1日現在

### 都心
東区役所前駅・環状通東駅を経由する東65 伏古・北13条線は#伏古・北13条線を参照。

#### 苗穂線
- 東3：バスセンター（バスセンター前駅、大通駅） - 北3条東7丁目 - 北8条東8丁目 - アリオ札幌 - 苗穂工場 - 本町1条5丁目 - イオンモール札幌苗穂 - 東営業所
  - 都心部で循環運行する循環3は2020年（令和2年）4月1日に56へ統合廃止[4]。

#### 札苗線
- 東6：バスセンター（バスセンター前駅、大通駅） - 北3条東7丁目 - 札幌厚生病院 - 苗穂駅 - 東橋 - 苗穂町12丁目 - イオンモール札幌苗穂 - 東営業所 - 札苗小学校 - 東苗穂12条3丁目 - 豊畑 - 東豊高校 - 豊畑東
- 東6：バスセンター（バスセンター前駅、大通駅） - （同経路） - 豊畑（ - モエレ沼公園）
  - 2006年7月22日より、夏期の土日祝のみ一部の豊畑発着便の終点をモエレ沼公園に延長。

#### 苗穂北口線
- 東63：市立病院 - 札幌駅北口（さっぽろ駅） - 北8条東8丁目 - アリオ札幌 - 苗穂工場 - 苗穂神社 - イオンモール札幌苗穂 - 東営業所
  - 札幌駅北口 - 東営業所の区間便あり。

#### 東雁来線

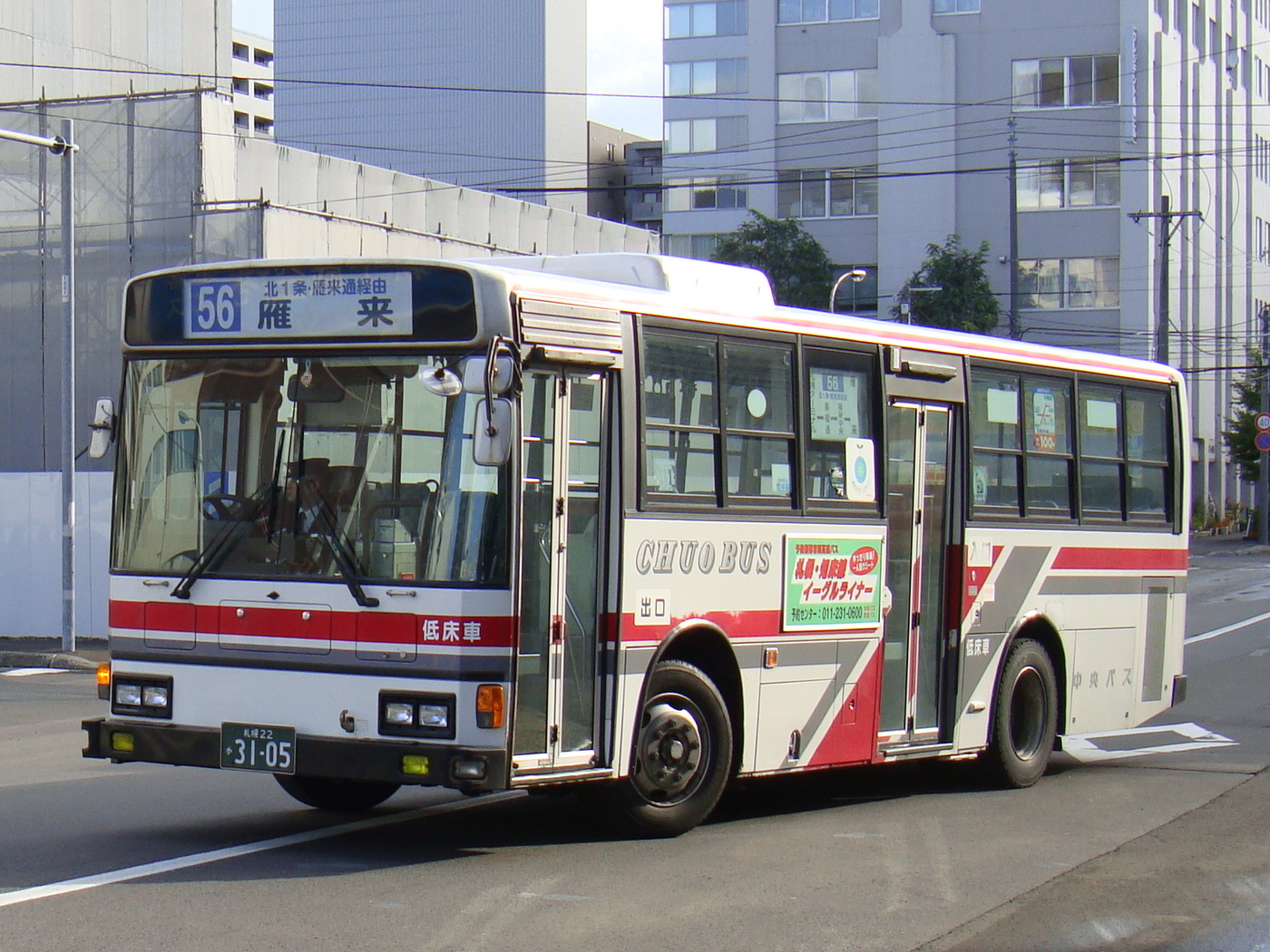
札幌ターミナルに入る雁来行（2010年9月）

- 56：札幌駅前（さっぽろ駅） - （往路）北3条西1丁目/（復路）北2条西2丁目（大通駅） - 北3条東7丁目 - 札幌厚生病院 - 苗穂駅 - 苗穂町3丁目 - 本町1条5丁目 - イオンモール札幌苗穂 - 東営業所 - 東雁来4条1丁目 - 東雁来 - 札苗緑小学校 - 東豊高校 - 豊畑
  - 2000年（平成12年）4月1日、札当線の札幌ターミナル - 雁来系統を廃止。
  - 2004年（平成16年）12月1日、大麻線の廃止・区間短縮により、札幌ターミナル - 雁来（2012年（平成24年）4月1日より「東雁来」に改称）系統を56 雁来線として再開設。
  - 2012年（平成24年）4月1日、起点を札幌駅前、終点を豊畑に延長し、東雁来線と改称。
  - 2020年（令和2年）4月1日、循環3を統合し北1条・東橋経由から現経路に変更。地下鉄乗継割引適用開始[4][5]。

#### サッポロビール園・ファクトリー線
- 循環88：サッポロビール園 - 北3条東7丁目 - サッポロファクトリー（レンガ館・西館前）（→バスセンター（バスセンター前駅、大通駅）→大通公園（大通駅）→札幌駅前（さっぽろ駅）→北1条（さっぽろ駅、大通駅）→サッポロファクトリー（レンガ館・西館前）→）
  - サッポロビール園からサッポロファクトリーへ至り、（括弧内）を循環しサッポロビール園に戻る循環線。
  - 地下鉄乗継割引は時計台前、北2条西3丁目、北2条西1丁目（さっぽろ駅、大通駅）でも適用。
  - 2006年（平成18年）4月1日、「ファクトリー線」より改称。
  - 2007年（平成19年）4月1日、札幌駅前通から時計台通、南2条通から北1条通経由に短絡。「二条市場」、「千歳鶴酒ミュージアム」等の停留所を廃止[6]。

#### サッポロビール園・アリオ線
- 188：札幌駅北口（さっぽろ駅） - サッポロビール園
  - 2006年（平成18年）4月1日開設。途中停留所無停車。

### 環状通東

#### 北札苗線
- 東69：環状通東駅 - 札幌小学校 - イオンモール札幌苗穂 - 東営業所 - 東苗穂6条3丁目 - 札苗小学校 - 東苗穂13条3丁目 - 豊畑 - 中沼中央 - 中沼団地 - 中沼小学校通 - 福移学園 - 中福移 - あいの里公園駅通 - あいの里1条5丁目 - あいの里教育大駅
  - 豊畑発環状通東行（東苗穂6条3丁目以降、途中無停車の急行便）、環状通東発豊畑行の区間便あり
  - 2014年（平成26年）
    - 4月1日、環状通東駅 - 中沼小学校通の区間便を新設。
    - 12月1日、東営業所 - 中沼小学校通・あいの里教育大駅の区間便を廃止。

  - 2018年（平成30年）4月1日、環状通東駅 - 中沼小学校通の区間便を廃止[7]。
  - 2024年（令和6年）12月1日、環状通東駅発豊畑行きの区間便を深夜帯に新設[8]。
- 東79：環状通東駅 - 開成中等教育学校 - 北34条東26丁目 - 伏古13条3丁目 - 東苗穂10条3丁目 - 東苗穂13条3丁目 - 豊畑 - 中沼中央 - 中沼団地 - 中沼小学校通
  - 環状通東駅 - 豊畑の区間便あり。
  - 2018年（平成30年）4月1日、モエレ沼公園乗り入れ廃止[7]

#### 伏古・北13条線
- 東65：札幌駅北口（さっぽろ駅） - 北大正門前 - 北13条西2丁目 - 東区役所前駅 - 環状通東駅 - 本町1条2丁目 - 苗穂神社 - 東苗穂2条1丁目 - 東営業所
  - 2011年（平成23年）4月1日新設。同時に、東67 サッポロビール博物館 - 東区役所前駅 - 東営業所を廃止。

#### 丘珠線
- ビ61・東61：サッポロビール博物館 - 東保健センター - 東区役所前駅 - 環状通東駅 - 開成中等教育学校 - 北34条東26丁目 - 丘珠神社 - 丘珠中央 - 丘珠中学校 - 丘珠高校 - モエレ沼公園西口 - 中沼小学校通
  - 東61は環状通東 - 中沼小学校通の区間便。
  - 2005年（平成17年）12月1日、東保健センター発着便をサッポロビール博物館まで延長（アリオ札幌開業に伴う）。

#### 伏古札苗線
- ビ68：サッポロビール博物館 - 東保健センター - 東区役所前駅 - 環状通東駅 - 北18条東17丁目 - 北19条東22丁目 - 伏古2条3丁目 - 伏古10条3丁目 - 札苗小学校 - 東苗穂10条3丁目 - 豊畑（ - モエレ沼公園）
  - 2005年（平成17年）12月1日、東保健センター発着便をサッポロビール博物館まで延長（アリオ札幌開業に伴う）。
  - 2024年（令和6年）4月1日、札幌小学校経由から東68と同一の北18条東17丁目経由に経路変更[9]。
- 東68：環状通東駅 - （ビ68と同経路） - 豊畑 - 東豊高校 - 豊畑東
  - 環状通東 - 豊畑の区間便あり。

#### 本町線
- 東62：北18条駅 - 北18条東8丁目 - 環状通東駅 - 札幌小学校 - イオンモール札幌苗穂 - 東営業所
  - 環状通東 - 東営業所の区間便あり。
  - 1998年（平成10年）4月1日、東75 北18条線（北18条駅 - 環状通東駅）を統合。

### 北24条・元町、北34条・新道東、麻生・栄町

#### 元町線
- 東70：北24条駅 - 北24条東8丁目 - 元町駅 - 札幌中学校 - 伏古7条5丁目 - 東苗穂3条2丁目 - 東営業所
  - 以前は旧札幌市営バス北光営業所との共同管轄だったが、1998年（平成10年）4月1日に北光営業所が新川営業所へ移転した際に東営業所へ完全移管された。

#### 丘珠北34条線
- 東76：北34条駅 - 北34条東8丁目 - 新道東駅 - 北34条東26丁目 - 丘珠神社 - 丘珠中央 - 丘珠中学校 - （北丘珠4条1丁目 - ）丘珠高校 - （さとらんど - ）モエレ沼公園西口 - 中沼小学校通
  - 新道東 - 中沼小学校通の区間便あり。北丘珠4条1丁目とさとらんどは一部便が経由。
  - 学生専用便で、北34条東26丁目を東79と同経路で運行されるものも存在する。

#### 札幌新道線
- 東78：北34条駅 - 北34条東8丁目 - 新道東駅 - 北34条東26丁目 - 伏古10条5丁目 - 東苗穂3条2丁目 - 東営業所
  - 2024年（令和6年）12月1日：新道東駅 - 東営業所の区間系統を廃止[8]。

#### 麻生東苗穂線
- 麻26：麻生駅（麻生バスターミナル） - 麻生町3丁目 - 北42条東8丁目 - 栄町駅 - 丘珠空港 - 航空管制センター入口 - 伏古13条3丁目 - 東苗穂10条3丁目 - 豊畑（ - モエレ沼公園）
  - 2005年（平成17年）4月1日、丘珠線（麻生バスターミナル - 航空管制センター）を麻生バスターミナル - 豊畑とし、現路線名に変更。あわせて管轄を東営業所に変更。
  - 2006年（平成18年）4月29日より、夏期の土日祝のみ一部便の終点をモエレ沼公園に延長。

## 休廃止路線
丘珠空港線
- 26：札幌ターミナル - 札幌駅北口（往路）/札幌駅前（復路） - サッポロビール園入口 - アリオ札幌 - 環状通東駅 - 元町駅 - 新道東駅 - 栄町駅 - 丘珠空港 - 航空管制センター
  - 2018年（平成30年）4月1日、廃止[10]。

伏古北口線
- 東64：札幌駅北口 - 北8条東5丁目 - 東保健センター - 東区役所前駅 - 環状通東駅 - 本町1条2丁目 - 苗穂神社 - 東苗穂2条1丁目 - 東営業所
  - 2009年（平成21年）4月1日新設。これに伴い、東67 サッポロビール博物館 - 東区役所前駅 - 東営業所を減便。
  - 2023年（令和5年）12月1日、廃止[11]。

東苗穂線
- 東66：環状通東駅 - 札幌小学校 - 伏古5条4丁目 - 伏古12条3丁目 - 東陵高校 - 東苗穂13条1丁目 - 東苗穂14条2丁目 - 豊畑
  - 2004年（平成16年）12月1日開設
  - 2014年（平成26年）4月1日より終点が東苗穂14条2丁目から豊畑まで延長。
  - 2025年（令和7年）4月1日、廃止。